# Trichoniscoides dubius
Trichoniscoides dubius là một loài chân đều trong họ Trichoniscidae. Loài này được Arcangeli miêu tả khoa học năm 1935.